# 克里姆林 (蒙大拿州)
克里姆林（英語：Kremlin）是位於美國蒙大拿州希爾縣的普查規定居民點。

## 歷史
克里姆林的郵局自1910年營運至今。

## 人口
根據2020年美國人口普查的數據，克里姆林的面積為1.14平方千米，皆為陸地。當地共有人口78人，而人口密度為每平方千米68.42人。